# Frankenstein stworzył kobietę
Frankenstein stworzył kobietę (ang. Frankenstein Created Woman) – brytyjski horror z 1967 roku. Film jest kontynuacją filmu Zło Frankensteina z 1964 roku. Został wyprodukowany przez studio Hammer Film Productions.

## Treść
Baron Frankenstein w dalszym ciągu prowadzi eksperymenty nad ożywianiem zwłok ludzkich. Kiedy jego asystent Hans ginie, niesłusznie skazany na śmierć za zabójstwo, postanawia połączyć jego duszę z ciałem jego tragicznie zmarłej narzeczonej Christiny. Ciało dziewczyny ożywa. Kiedy nabiera sił rozpoczyna krwawą zemstę na tych co przyczynili się do śmierci Hansa.

## Obsada
- Peter Cushing - Baron Frankenstein
- Thorley Walters - Doktor Hertz
- Peter Blythe - Anton
- Alan MacNaughtan - Kleve
- Robert Morris - Hans
- Susan Denberg - Christina
- Barry Warren - Karl
- Derek Fowlds - Johann
- Ivan Beavis - gospodarz
- Colin Jeavons - ksiądz